# Atzin
Atzin ist ein Lied des deutschen Hip-Hop-Duos Die Atzen, bestehend aus Frauenarzt und Manny Marc. Das Lied verbindet, ähnlich wie bei den vorherigen Singles, Electro-House mit Rap-Elementen. Atzin erschien zunächst auf dem Sampler Atzen Musik Vol. 2, der am 26. Februar 2010 erschienen ist. Am 2. April 2010 folgte die Veröffentlichung der Single-Auskoppelung des Stücks über das Hamburger Label Kontor Records.

## Geschichte
Atzin wurde von den Berlinern Frauenarzt und Manny Marc für ihren gemeinsamen Sampler Atzen Musik Vol. 2 aufgenommen. An der Produktion des Stücks waren Oliver Sauerland, David Bwoooi und Johannes Herbold beteiligt. Mitte März 2010 wurde mit einem Teaser angekündigt, dass das Lied Atzin die Nachfolgesingle zu Disco Pogo werden solle. Ende März folgte das Video zum Stück. Die Single erschien schließlich Anfang April 2010.
Frauenarzt und Manny Marc bekamen die Gelegenheit, ihren Titel im Rahmen verschiedener Fernsehsendungen präsentieren zu können. So traten die beiden Musiker bei The Dome 53 im Velodrom sowie gemeinsam mit Sady K im ZDF-Fernsehgarten auf. Am 21. Mai 2010 eröffneten Die Atzen die Verleihung des Musikpreises Comet in der König-Pilsener-Arena mit einem Medley aus den Stücken Atzin, Disco Pogo und Das geht ab!.
Neben der Single-Veröffentlichung, erschien Atzin auch auf weiteren Samplern, darunter etwa Bravo Hits 69, The Dome Vol. 54 und Comet 2010. Der „Topmodelz Edit“ von Atzin wurde zudem auf Future Trance Vol. 52 veröffentlicht.

## Text
Inhaltlich dreht sich Atzin um Partys mit Frauen. „Atzin“ stellt dabei die weibliche Form des Begriffs „Atze“ dar, einem Berliner Ausdruck für Freund. Das lyrische Ich hebt „seine Atzin“ positiv hervor („Meine Atzin ist der Wahnsinn, geile Sau fast wie im Sexfilm“) und wendet sich textlich direkt an sie („Du bist anders als die anderen. Du bist einfach nur der Hammer“). In den Refrain-Zeilen, die jeweils zweimal wiederholt werden, wird der Wunsch des Vortragenden geäußert, mit der Frau die Nacht zu verbringen:
Du bist meine Atzin heute Nacht

Komm mit mir und bleib bis Morgen wach

Ich nehm’ deine Hand

Und fliege davon

Denn ich habe vor, erst Morgen wieder zu komm’

## Single

### Titelliste
Atzin wurde als Download und als 2-Track-CD veröffentlicht.
Download
1. Atzin (Atzen Music Mix) – 3:07
2. Atzin (Michael Mind Project Edit) – 3:18
3. Atzin (Topmodelz Edit) – 3:46
4. Atzin (Michael Mind Project Remix) – 4:45
5. Atzin (Topmodelz Remix) – 4:41

2-Track-CD
1. Atzin (Atzen Musik Mix) – 3:09
2. Atzin (Michael Mind Project Edit) – 3:18

### Kommerzieller Erfolg
Atzin stieg am 19. April 2010 auf Platz 18 der deutschen Single-Charts ein. In der darauf folgenden Woche fiel die Veröffentlichung auf Platz 27 und erreichte in der dritten Woche mit Position 16 die bisher höchste Platzierung. Damit liegt Atzin hinter dem Erfolg der Vorgänger-Singles Das geht ab! und Disco Pogo zurück. Insgesamt war das Lied 15 Wochen in den Single-Charts Deutschlands vertreten.
In Österreich platzierte sich Atzin in der ersten Woche auf Position 26. Die Höchstposition konnte in der dritten Woche mit Platz 20 erreicht werden. Atzin war 15 Wochen in der österreichischen Hitparade vertreten.

## Selbstwahrnehmung
Nach den in den Charts platzierten Singles Das geht ab! und Disco Pogo sowie im Rahmen der Vermarktung von Atzin äußerte sich Frauenarzt zum Erfolg von „Atzen Musik“. Dabei betonte er, dass die gemeinsamen Lieder mit Manny Marc aus seiner Sicht nicht ausschließlich oberflächliche Musik seien: „Das ganze Atzending ist eine Revolution, eine Partyrevolution. Man sieht zwar zunächst nur wie eine Partymeute aus, mit Quatsch und Firlefanz, aber im Endeffekt bedeutet es auch: Hebt die Faust! Macht mal was! Es ist nicht alles scheiße, es ist alles geil, wir machen heute Party und haben keinen Bock auf den ganzen Stress!“